# Agona Nsaba

Agona Nsaba (eller bara Nsaba) är en ort i södra Ghana. Den är huvudort för distriktet Agona East, och folkmängden uppgick till 9 376 invånare vid folkräkningen 2010.